# Федеральна поліція Австралії
Федеральна поліція Австралії (англ. Australian Federal Police) - федеральний правоохоронний орган Австралії, завданням якого є розслідування федеральних злочинів та захист національної безпеки країни. Службовців Федеральної поліції, зазвичай, називають "федеральними агентами". Федеральна поліція Австралії входить до складу Міністерства внутрішніх справ Австралії та підпорядковується Міністру внутрішніх справ. Контроль за діяльністю Федеральної поліції здійснюють Австралійська комісія із прозорості правоохоронних органів та Об'єднаний парламентський комітет із правоохоронної діяльності. Федеральна поліція Австралії зосереджує свої зусилля на розслідуванні міжнародних, тяжких та складних злочинів, на боротьбі із організованою злочинністю, включаючи тероризм, насильницький екстремізм, кіберзлочини, насильницькі злочини проти дітей, наркоторгівлю та торгівлю людьми. Також Федеральна поліція здійснює усю правоохоронну діяльність в Австралійській столичній території та на залежних територіях. Крім того, Федеральна поліція здійснює охорону дипломатичних місій та найбільших аеропортів, Парламенту Австралії, надає особисту охорону Прем'єр-міністру Австралії, проводить навчання для колег з Азійсько-Тихоокеанського регіону, а також бере участь в міжнародних поліцейських місіях. Федеральна поліція Австралії є членом Національної розвідувальної спільноти і тісно співпрацює із Австралійською службою безпеки та розвідки, Австралійською прикордонною службою та Австралійською комісією зі злочинності.
Федеральна поліція Австралії була заснована 19 жовтня 1979 року відповідно до «Акту про Федеральну поліцію Австралії 1979 року» в результаті об'єднання Поліцію Союзу та Поліції Австралійської столичної території. Це було зроблено за результатами перегляду австралійської антитерористичної політики комісією із розслідування теракту в готелі «Хілтон» в Сіднеї в 1978 році на чолі із Робертом Марком, колишнім комісаром Міської поліції Лондона. В листопаді 1979 Федеральне бюро наркотиків також було введено до складу новоутвореного органу. В 1984 році Австралійська служба безпеки була виділена в окремий орган, і була повернута назад до складу Федеральної поліції в 2004 році.

## Обов'язки
До обов'язків Федеральної поліції Австралії належать:
- розслідування міжнародних, тяжких і складних злочинів та боротьба із організованою злочинністю
- боротьба із тероризмом та насильницьким екстремізмом
- представництво Австралії в міжнародних правоохоронних органах
- здійснення усієї правоохоронної діяльності в Австралійській столичній території, Острові Різдва, Кокосових островах, Острові Норфолк та Території Джервіс-Бей
- охорона окремих осіб, установ та заходів, які на думку уряду Австралії перебувають під ризиком
- контртерористична діяльність сфокусована на авіаційній безпеці та охороні критичної інфраструктури

Злочини, які належать до компетенції Федеральної поліції Австралії, включають:
- наркоторгівля
- торгівля людьми
- шахрайство проти уряду
- кіберзлочини
- тероризм
- міжнародні злочини та злочини скоєні в кількох юрисдикціях
- відмивання грошей
- організована злочинність

До складу Федеральної поліції Австралії входять Національна служба пошуку зниклих осіб та Австралійське національне бюро Інтерполу.
Федеральна поліція Австралії здійснює охорону будівлі Парламенту Австралії, резиденції Прем'єр-міністра, резиденції Генерал-губернатора, іноземних посольств та консульств, будівлі Австралійської науково-технологічної ядерної організації, різноманітних військових баз та інших об'єктів. Це включає в себе контроль відвідування, стаціонарні охоронні пости, реагування на сигнали тривоги, патрулювання, охоронюване супроводження, пошук і знешкодження вибухових пристроїв, консультування із безпеки, тощо.
Федеральна поліція бере участь в міжнародних поліцейських місіях, зокрема на Кіпрі, Східному Тиморі, Південному Судані, Папуа Новій Гвінеї, Соломонових Островах, Науру, Тонзі, Вануату, Самоа, Афганістані. В минулому Федеральна поліція брала участь в місіях на Гаїті, Мозамбіку, Таїланді, Намібії та Сомалі.

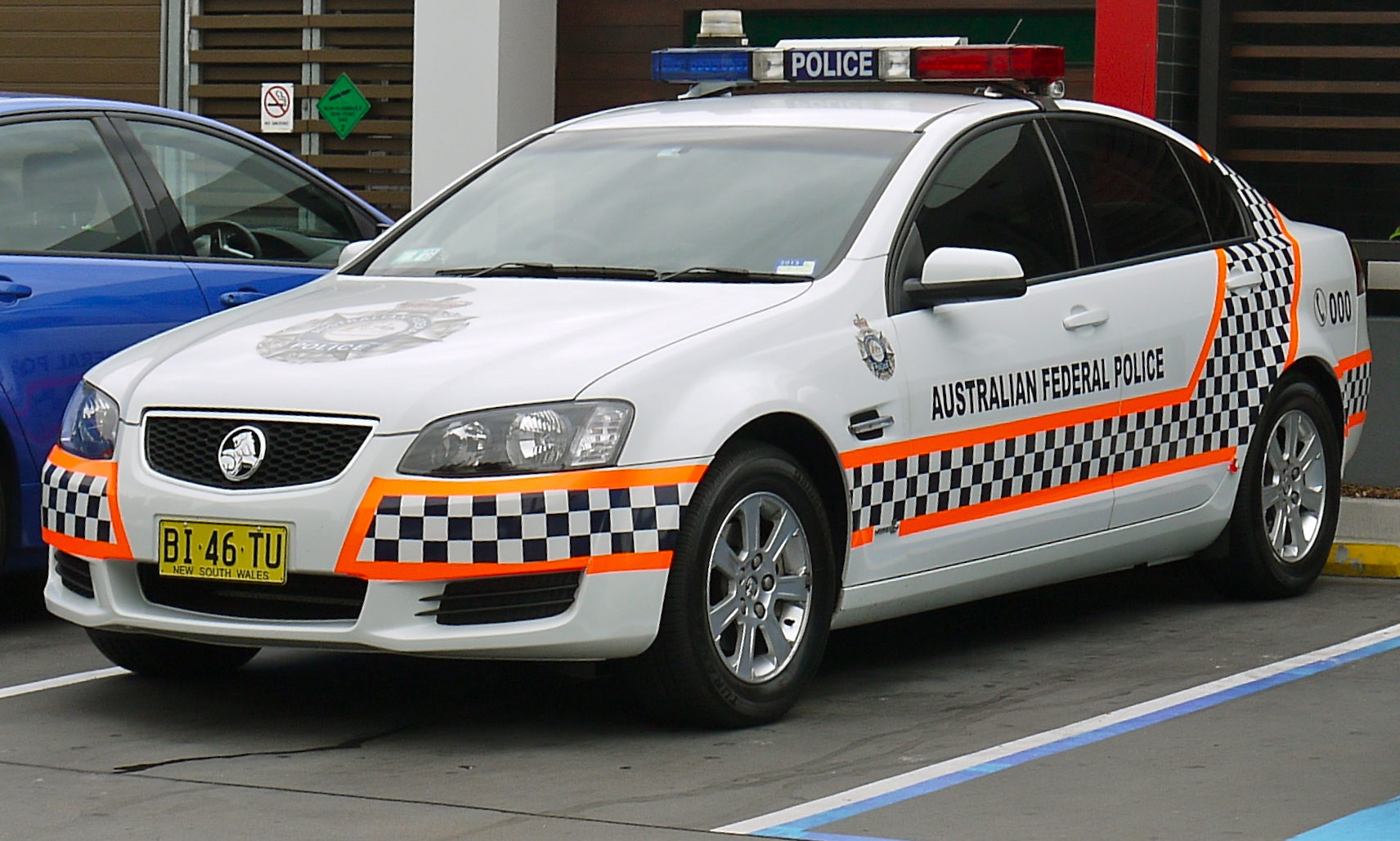
Автомобіль Федеральної поліції Австралії
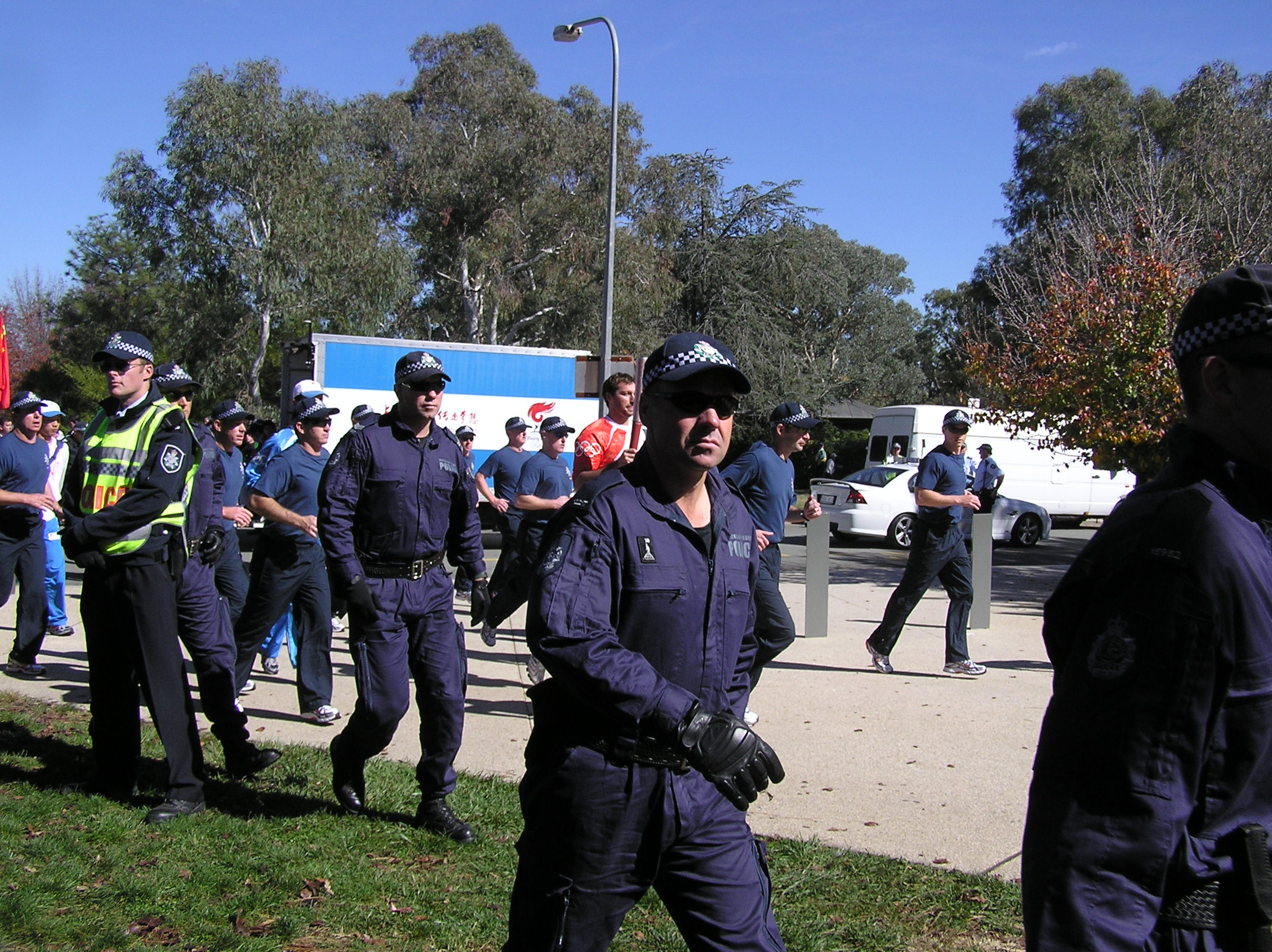
Агенти Федеральної поліції Австралії

## Звання
Службовці Федеральної поліції Австралії, яких часто називають "федеральними агентами", мають такі звання (можливо, із приставкою "Детективний"):
- Констебль
- Сержант
- Суперінтендант
- Командер
- Помічник комісара
- Заступник комісара
- Комісар

## Інциденти
- 2 липня 2007 року Мухамед Ханіф був затриманий Федеральною поліцією за підозрами у причетності до тероризму. Його утримання в ізоляторі було найдовшим із часу ухвалення нових антитерористичних законів і пізніше було визнано необґрунтованим.
- В жовтні 2006 року суд в місті Кернс засудив пілота Фредеріка Артура Мартенса, відповідно до законів про секс-туризм, за сексуальний контакт із 14-річною дівчиною в Порт-Морсбі, Папуа Нова Гвінея, хоча записи польоту могли довести що його не було на той момент в Порт-Морсбі. Федеральна поліція відмовлялась потребувати ці записи як докази попри численні прохання зробити це, а сам Мартенс не міг цього зробити оскільки був у в'язниці. Пізніше, записи польоту все ж були отримані друзями Мартенса і всі звинувачення з нього були зняті, наслідком чого стала хвиля критики на адресу Федеральної поліції. Окрім того, на час ув'язнення Мартенса всі його рахунки були заморожені Федеральною поліцією, тому дочка Мартенса померла під час цього через неможливість отримати платну медичну допомогу.[3]
- 19 квітня 2015 року під час рейду в штаті Вікторія був заарештований Харун Касевік відповідно до Наказу про превентивні затримання, з подальшими намірами висунути йому звинувачення у тероризмі.[4] Деніел Ендрюс, Прем'єр штату Вікторія, заявив що це перший випадок застосування Наказу про превентивні затримання і висловив свою впевненість в необхідності такого кроку.[5] Касевік провів три місяці у в'язниці очікуючи суду, після чого Федеральна поліція відмовилась висувати йому звинувачення у тероризмі.[6] Адвокат Касевіка заявив, що ніяких доказів причетності його підзахисного до тероризму ніколи не існувало. Він також розкритикував попередню впевненість Прем'єр-міністра Тоні Ебботта та Прем'єра Деніела Ендрюса в обґрунтованості арешту Касевіка.[7]